# Lichtenwald
Lichtenwald è un comune tedesco di 2 508 abitanti, situato nel land del Baden-Württemberg.